# Lamothe-Capdeville
Lamothe-Capdeville is een gemeente in het Franse departement Tarn-et-Garonne (regio Occitanie). De gemeente telde op 1 januari 2022 1.076 inwoners. De plaats maakt deel uit van het arrondissement Montauban en van het gemeentelijk samenwerkingsverband Communauté d’Agglomération de Grand Montauban.

## Geschiedenis
In de Gallo-Romeinse periode lag hier een belangrijke vicus van de Gallische stam van de Cadurques. Cossa, Cosa op de Peutingerkaart, lag op de weg tussen Toulouse en Cahors en strekte zich uit over beide oevers van de Aveyron. De plaats bleef bestaan als Cos op een nieuwe locatie iets verderop tijdens de vroege middeleeuwen. Er was een primitieve kerk gewijd aan de heilige Saturninus en een kasteel van de graaf van Rouergue. In 961 liet graaf Raymond I van Rouergue zijn bezittingen in Cos na aan de Abdij Saint-Pierre van Moissac.
Een tweede middeleeuwse nederzetting was Ardus. Ook deze plaats met een kerk en een kasteel werd door Raymond I van Rouergue nagelaten aan de Abdij van Moissac.
Na de Hugenotenoorlogen bleven Cos en Ardus, die katholiek waren gebleven, in puin achter. In 1725 werd Lamothe afgescheiden van L'Honor-de-Cos. De plaats werd bestuurd door vier consuls aangewezen door de heer van Ardus. Na de Franse Revolutie ontstond de gemeente Lamothe-Capdeville.
In 1830 opende een textielfabriek die op haar hoogtepunt een honderdtal arbeiders te werk stelde. In 1860 werd de Pont d'Artus, een brug over de Aveyron, geopend. Tot dan moest het verkeer met ponten de rivier oversteken.

## Geografie
De oppervlakte van Lamothe-Capdeville bedraagt 12,0 km², de bevolkingsdichtheid is 81,5 inwoners per km².
De gemeente ligt aan de Aveyron.
De onderstaande kaart toont de ligging van Lamothe-Capdeville met de belangrijkste infrastructuur en aangrenzende gemeenten.

## Demografie
Onderstaande figuur toont het verloop van het inwonertal (bron: INSEE-tellingen).

## Bezienswaardigheden

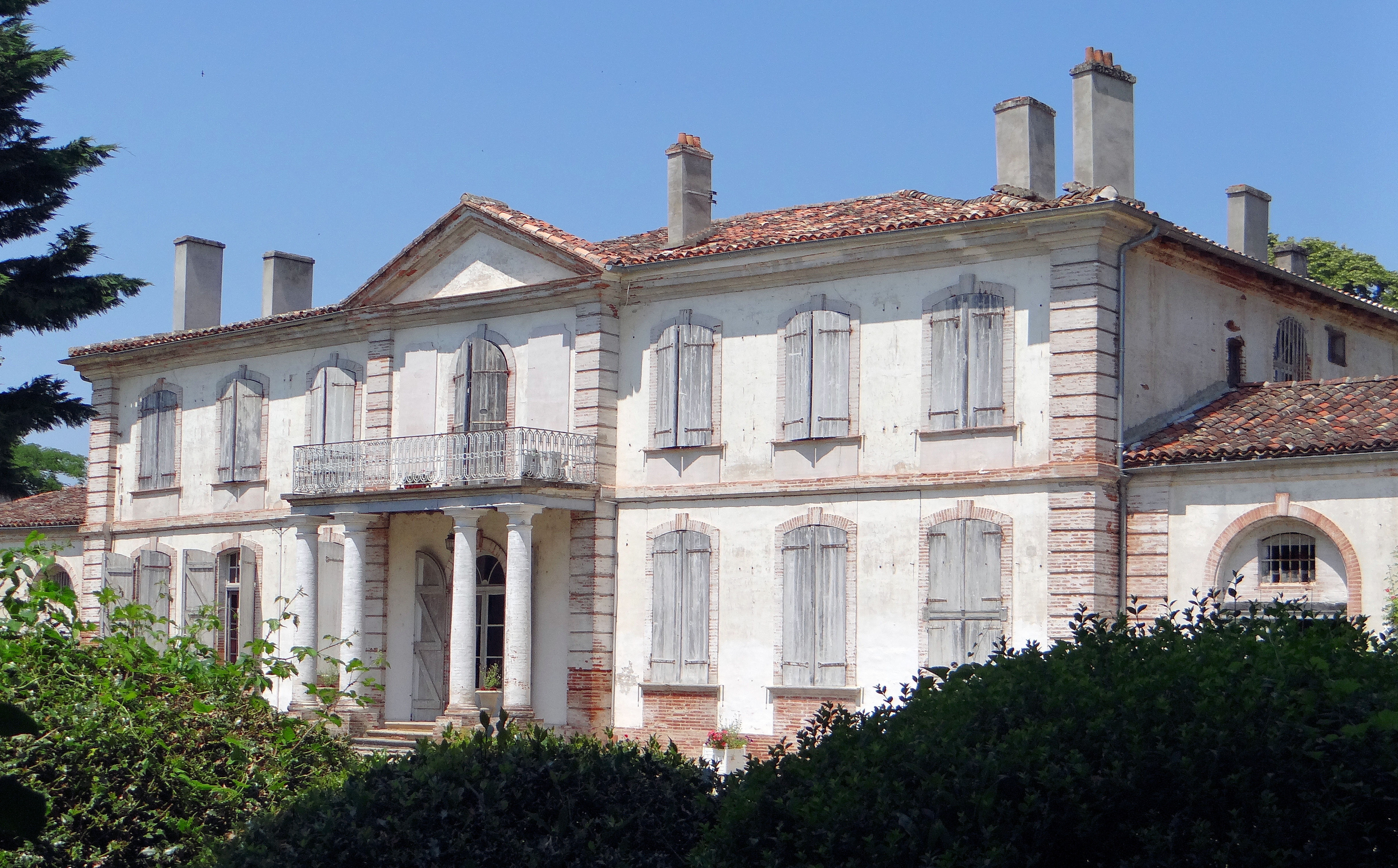
Château d'Ardus

De kerk Notre-Dame van Ardus heeft bouwfases uit de 15e, de 17e en de 19e eeuw. De toren is uit 1934 en bestaat uit gewapend beton bekleed met bakstenen. De kerk Saint-Sernin van Cos is 17e-eeuws met een 19e-eeuwse toren.
Het Château d'Ardus werd in de 18e eeuw gebouwd in opdracht van baron François Duval de Lamothe. Hij liet ook de watermolen op de Aveyron bouwen. Delen van het kasteel, waaronder het muzieksalon, zijn beschermd als historisch monument.